# Hitonhauta-Kylmähauta-Hirvasjoki
Hitonhauta-Kylmähauta-Hirvasjoki este o arie protejată (arie specială de conservare — SAC, sit de importanță comunitară — SCI) din Finlanda întinsă pe o suprafață de 132 ha, integral pe uscat.

## Localizare
Centrul sitului Hitonhauta-Kylmähauta-Hirvasjoki este situat la coordonatele 62°29′34″N 25°44′32″E / 62.4928°N 25.7422°E.

## Înființare
Situl Hitonhauta-Kylmähauta-Hirvasjoki a fost declarat sit de importanță comunitară în august 1998 pentru a proteja 2 specii de plante și 2 specii de animale. Situl a fost protejat și ca arie specială de conservare în aprilie 2015.

## Biodiversitate
Situată în ecoregiunea boreală, aria protejată conține 10 habitate naturale: Mlaștini turboase de tranziție și turbării mișcătoare, Izvoare fino-scandinave și mlaștini produse de izvoare bogate în minerale, Mlaștini alcaline, Pante stâncoase silicioase cu vegetație casmofită, Taiga vestică, Păduri fino-scandinave bogate în ierburi cu Picea abies, Păduri de conifere pe eskere fluvioglaciare sau legate la acestea, Mlaștini împădurite, Lacuri și iazuri distrofice naturale, Cursuri de apă de la nivel de câmpie la nivel montan, cu vegetație Ranunculion fluitantis și Callitricho-Batrachion.
La baza desemnării sitului se află mai multe specii protejate:
- plante (2): Cephalozia macounii, Cinna latifolia
- mamifere (1): veveriță zburătoare siberiană (Pteromys volans)
- nevertebrate (1): Ophiogomphus cecilia

Pe lângă speciile protejate, pe teritoriul sitului au mai fost identificate 18 specii de plante, 1 specie de păsări, 3 specii de nevertebrate, 2 specii de pești.